# Орден Фрідріха (Вюртемберг)
Орден Фрідріха (Вюртемберг) (нім. Friedrichs-Orden) — орден, нагорода Королівства Вюртемберг. Був заснований 1 січня 1830 року королем Вюртембергу Вільгельмом I на честь свого батька вюртемберзького короля Фрідріха І для нагородження за воєнні та громадські заслуги перед королівством.
| Відзнаки ордену Фрідріха                | Відзнаки ордену Фрідріха  | Відзнаки ордену Фрідріха   | Відзнаки ордену Фрідріха | Відзнаки ордену Фрідріха  | Відзнаки ордену Фрідріха | Відзнаки ордену Фрідріха |
| --------------------------------------- | ------------------------- | -------------------------- | ------------------------ | ------------------------- | ------------------------ | ------------------------ |
|                                         |                           |                            |                          |                           |                          |                          |
| Планки                                  |                           |                            |                          |                           |                          |                          |
| Кавалер Великого Хреста Ордену Фрідріха | Командор Ордену І ступеня | Командор Ордену ІІ ступеня | Кавалер Ордену І ступеня | Кавалер Ордену ІІ ступеня | Золота медаль ордену     | Срібна медаль ордену     |